# Das Inland
Das Inland war eine Wochenzeitung, die von 1836 bis 1863 im livländischen Dorpat erschien. Sie trug den programmatischen Untertitel „Eine Wochenschrift für Liv-, Esth- und Curländische Geschichte, Geographie, Statistik und Litteratur“.

## Geschichte
Die Zeitung wurde in deutscher Sprache publiziert, der Oberschichten- und Gelehrtensprache in Estland, Livland und Kurland der damaligen Zeit, die als Ostseegouvernements zum Russischen Kaiserreich gehörten.
Das Inland wurde vor allem für ein estophiles deutschbaltisches Publikum verfasst, das sich zu einer kulturell vielfältigen baltischen Heimat bekannte. Im Vorwort zur ersten Ausgabe 1836 hieß es:
„Nur wer sein Vaterland wahrhaft liebt, kann ein getreuer Unterthan, ein guter und nützlicher Bürger sein; aber damit diese Gesinnung nicht blos Instinct und Gewohnheit sei, sondern sich zum klaren Bewußtsein, zur festen Ueberzeugung gestalte, muß man seinen heimathlichen Boden in allen seinen Beziehungen, in der Vergangenheit wie in der Gegenwart, genau kennen.“
Das Inland enthielt daher zahlreiche Beiträge zur Kultur, Geschichte und Ethnographie des Baltikums. Die Zeitung wurde durch zahlreiche Beiträge und Beilagen aus den Bereichen Literatur und Pädagogik ergänzt. Die bedeutendsten waren die Literärische Beilage (1837–1840), die Beilage für Original-Beiträge zur Literatur der Ostsee-Provinzen (1846/1847), die Beilage für Pädagogische Aufsätze und Nachrichten (1846–1848) und die Pädagogischen Beilagen zum Inlande (1847–1889).
Wichtige Redakteure und Herausgeber waren in der Geschichte der Zeitung ihr Gründer Friedrich Georg von Bunge (1802–1897), Theodor Beise (1818–1878) und Carl Reinthal (1797–1872). An ihr arbeiteten auch zahlreiche Esten mit, unter anderem der Literat Friedrich Reinhold Kreutzwald (1803–1882), der Schöpfer des estnischen Nationalepos Kalevipoeg.
Mit dem Jahrgang 28 wurde die Das Inland am 30. Dezember 1863 eingestellt.